# جویا دی مارسی
جویا دی مارسی (به ایتالیایی: Gioia dei Marsi) یک کومونه در ایتالیا است که در استان لاکویلا واقع شده‌است.

## خصوصیات
جویا دی مارسی ۶۳٫۴۴ کیلومترمربع مساحت و ۲٬۰۷۲ نفر جمعیت دارد و ۷۲۵ متر بالاتر از سطح دریا واقع شده‌است.